# Península de Papagayo

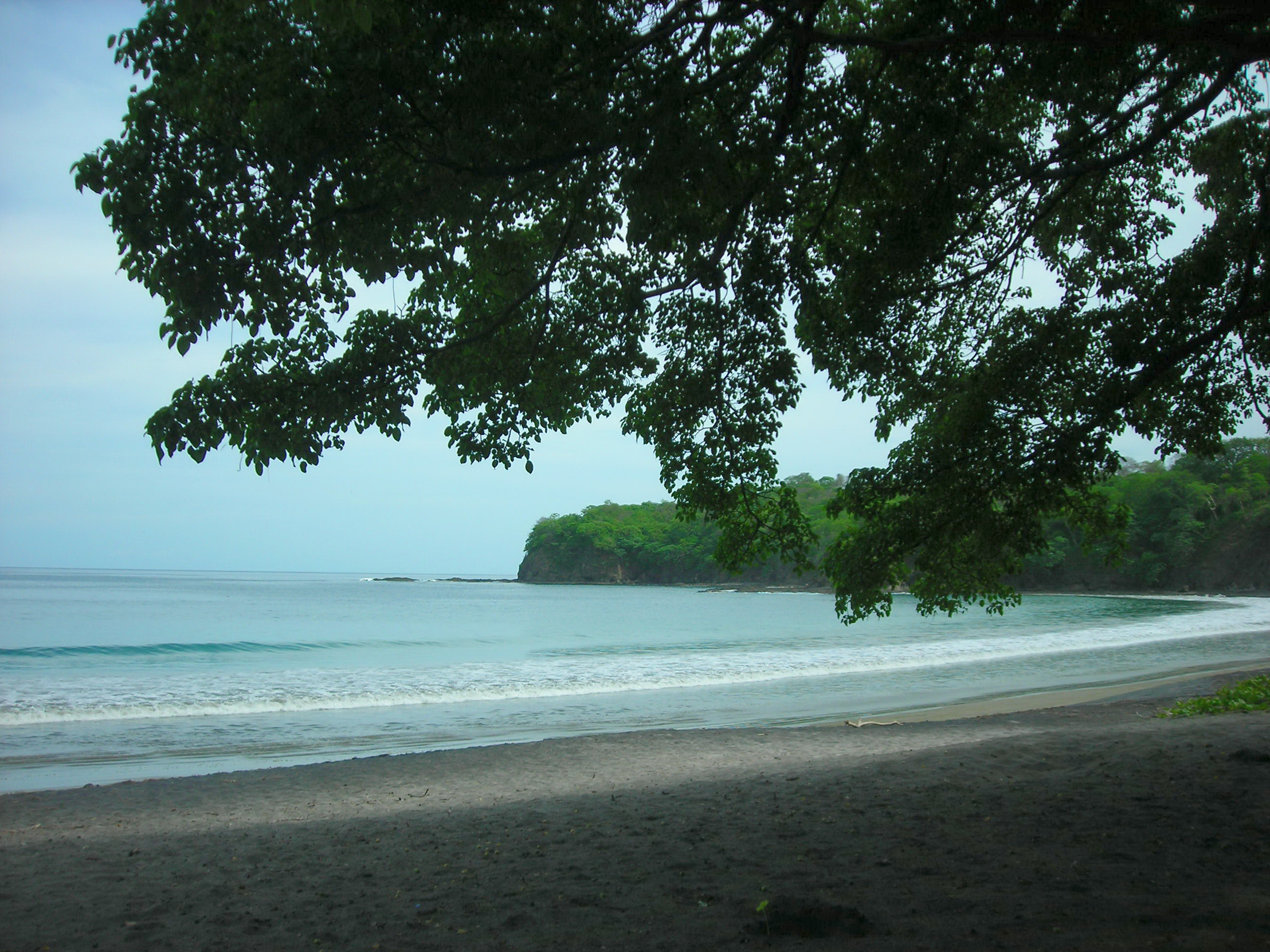
Vista de la playa de la península de Papagayo

La península de Papagayo se encuentra en el norte de la costa pacífica de Costa Rica, al noroeste de la provincia de Guanacaste, en el Golfo de Papagayo. Esta península se formó debido a la actividad volcánica y a las condiciones atmosféricas. En el norte hay una península de mayor tamaño, la de Santa Elena, que protege las aguas de la península de Papagayo.   
La península de Papagayo es un destino turístico muy popular. Es sede del Four Seasons Resorts Costa Rica, que incluye un campo de golf de competición con la firma de Arnold Palmer. La península también cuenta con un complejo de casas y propiedades de lujo. Las obras aún continúan, pues hay diversos proyectos de construcción que se encuentran en desarrollo. Por mandato del gobierno, el 70% del territorio que abarca la península debe mantenerse en su estado natural para preservar su belleza, que no debe ser opacada por el crecimiento de las ciudades.

## Hoteles y resorts
La península se está convirtiendo en un destino turístico cada vez más popular. Desde 2018 es la sede de tres resorts: el Four Seasons Costa Rica, el Andaz Peninsula Papagayo Resort y el Planet Hollywood Beach Resort Costa Rica. El primero ha sido galardonado con numerosos premios, específicamente de la revista “Travel + Leisure”, como el Premio a los 500 Mejores hoteles del mundo en 2009 y el premio que se da a los tres mejores servicios del mundo en 2012 y 2013. Ocupó el vigésimo quinto lugar en World's Number One Family Beach Resorts en el 2016 y es el resort número uno en Latinoamérica.

## Residencia permanente
La península Papagayo es un proyecto inmobiliario que cuenta con el primer complejo hotelero ecológico de lujo de América Central. Este se encuentra en las colinas de la península y dispone de una serie de residencias privadas. En la primera etapa del proyecto, las oportunidades residenciales incluyen propiedades privadas personalizadas, casas con vista al mar, condominios y villas de lujo.
El Four Seasons Resort ofrece su propia área de fincas y villas privadas. Cada propietario tiene acceso a los beneficios del resort, como el servicio de limpieza, el servicio de habitaciones, entrada al campo de golf de Arnold Palmer y al spa del hotel, acceso a la piscina y al gimnasio. Existen también unos condominios llamados Las Terrazas, que son un nuevo desarrollo en la zona y tienen vista tanto a las calles del campo de golf como a la Bahía de Culebra. Otra oportunidad residencial son las propiedades frente al mar en Playa Prieta, la única opción de alojamiento en la costa de 15 millas de largo de la península.
Las ventas de bienes raíces se manejan a través de una oficina en el Four Seasons Costa Rica. El contacto es a través del sitio web de la península de Papagayo.

## Península Papagayo Marina

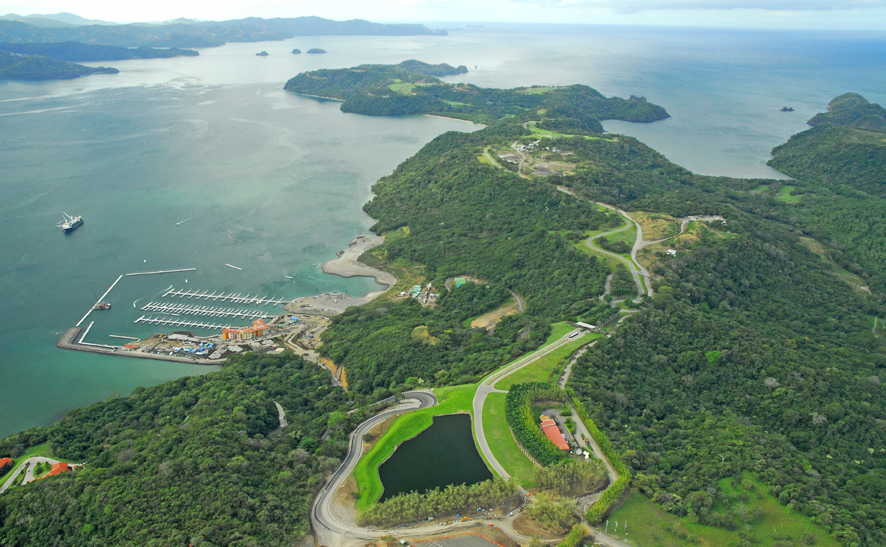
Vista aérea de la bahía de Marina Papagayo

La marina de yates de la península de Papagayo es un proyecto en proceso, diseñado y desarrollado por una empresa de Sarasota, Florida. Este forma parte de un proyecto de turismo a largo plazo que tiene como fin optimizar las oportunidades de visita y residencia en la península de Papagayo.
La cuenca marina está ubicada en el suroeste de la península, al lado del Four Seasons Resort. La compañía responsable de este proyecto es Brandy Marine, Inc., que ha desarrollado varias marinas en los Estados Unidos, México y la República Dominicana. El proyecto Marina se está desarrollando con el fin de atraer a los yates de pesca deportiva y cruceros que estén pasando por la costa del océano Pacífico. La fase uno del Marina Papagayo se abrió para los aficionados a la navegación el 13 de enero de 2009. Esta fase cuenta con 180 embarcaderos  que son capaces de soportar el peso de todo tipo de embarcación, desde botes para pesca deportiva hasta mega yates. Este proyecto abarca un total de 2300 acres (9,3 km²) del territorio costarricense. Debido a su ubicación tranquila y segura, el Marina Papagayo sirve como ambos un puerto estratégico y una parada de descanso para los navegantes. Una vez terminado, el puerto deportivo debería poder albergar hasta 450 embarcaciones a la vez.

## Actividades
Dado que gran parte de la Península de Papagayo aún no se ha desarrollado por completo, hay múltiples actividades al aire libre disponibles. Las actividades al aire libre incluyen la pesca en alta mar, crucero en barco, snorkeling, buceo, surf, windsurf, kayak de mar, rafting en aguas rápidas, canopy tours por el bosque y cabalgatas. En las cercanías se encuentran los parques nacionales de Costa Rica, donde se puede practicar senderismo. También es posible visitar los sitios históricos y los pueblos locales de los alrededores. El golf es una de las actividades más populares de la península. La península también cuenta con un centro de tenis administrado por PBI Tennis Specialists. Un nuevo avance es el pueblo en el puerto Papagayo, que tendrá tiendas, restaurantes y bares de entretenimiento.
El puerto deportivo también incluirá hoteles adicionales, más oportunidades residenciales, boutiques y artesanías locales.
Los constructores del pueblo de Marina Papagayo planean diseñarlo para que tenga un ambiente similar al de Portofino, Italia, con sofisticación global y festividades desde el amanecer hasta el atardecer.

### Sitios cercanos
En los alrededores se encuentran diversos sitios turísticos como por ejemplo: parque nacional Santa Rosa, parque nacional Rincón de la Vieja, Guanacaste National Park, Lomas de Barbudal Biological Reserve, Tenorio Volcano National Park y Palo Verde National Park.

### Campos de golf
La península de Papagayo cuenta con un campo de golf privado diseñado por Arnold Palmer, de 18 hoyos. Las 6.788 yardas que atraviesan 125 acres (0.51 km²) constituyen el campo de golf. El campo tiene cambios importantes de elevación y vistas al océano Pacífico desde 14 de sus 18 hoyos.
La revista "Golf Digest" clasificó a este campo de golf como el número 53 en el mundo fuera de los EE. UU. En 2010, lo que lo posiciona en el tercer lugar en toda América Latina.
La península planea abrir un nuevo campo de golf en 2014, un campo privado diseñado por Jack Nicklaus, de 18 hoyos.